# Nital

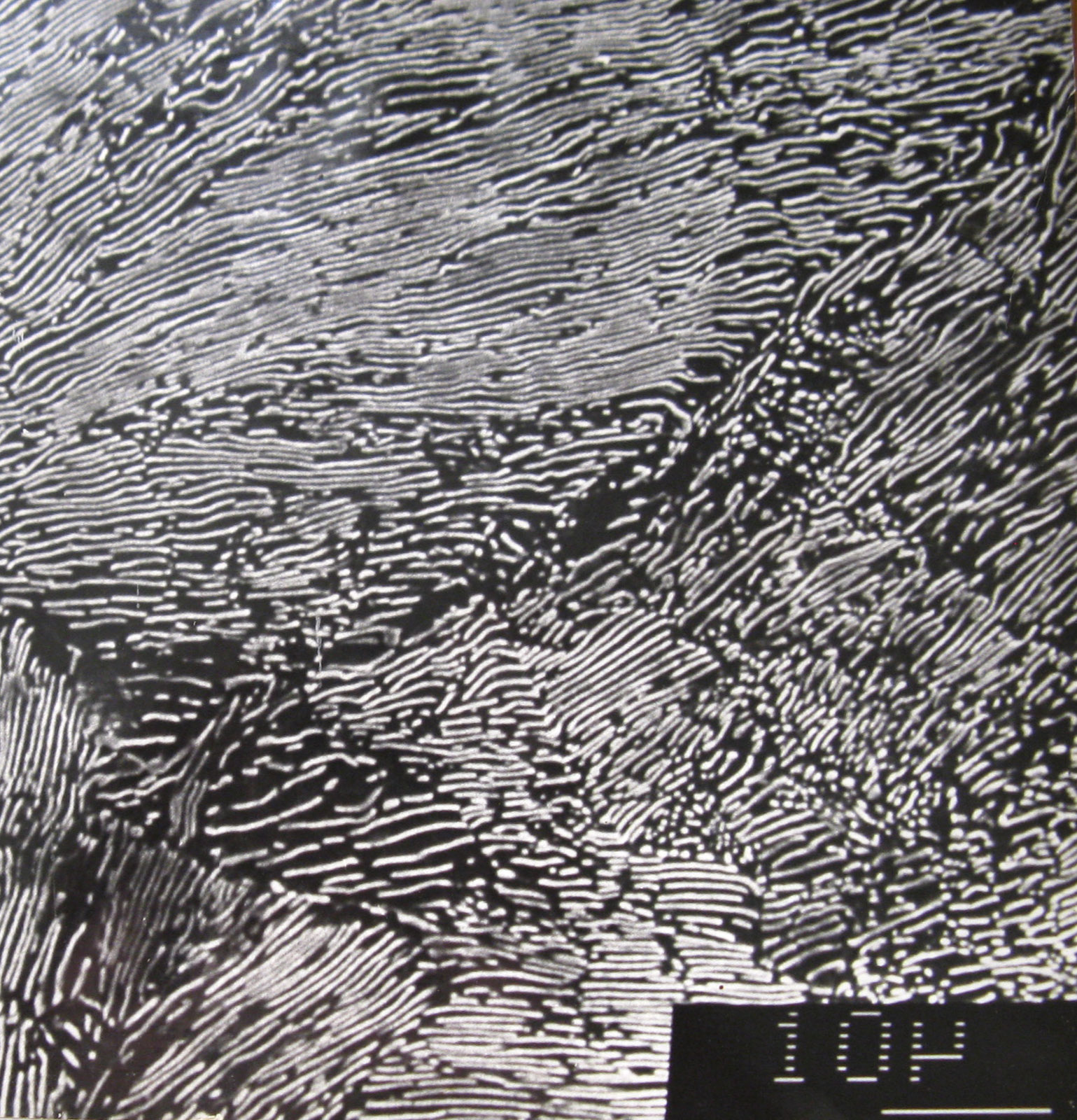
Ảnh hiển vi SEM của ngọc trai dạng phiến trong thép eutectoid (0,8% cacbon) sau khi ủ.

Nital là dung dịch sản phẩm khi cho axit nitric tác dụng với cồn và thường được sử dụng để mài mòn kim loại. Nó đặc biệt thích hợp để biểu trưng cho  cấu trúc vi mô của thép cacbon. Cồn có thể là metanol, etanol hoặc rượu metyl oxi hoá mạnh.
Hỗn hợp etanol và axit nitric có khả năng gây nổ. Điều này thường xảy ra do quá trình tạo khí, mặc dù ethyl nitrat cũng có thể được tạo thành. Metanol không gây nổ nhưng nó là chất độc.
Một dung dịch gồm etanol và axit nitric sẽ dễ nổ nếu nồng độ của axit nitric đạt trên 10% (theo trọng lượng). Các dung dịch trên 5% không nên được bảo quản trong thùng kín. Axit nitric sẽ tiếp tục đóng vai trò là chất oxy hóa trong điều kiện loãng và lạnh.